# Osmoderma richteri
Osmoderma richteri — вид жуков из семейства пластинчатоусых (Scarabaeidae). Видовое название дано в честь Андрея Андреевича Рихтера (1911—1950) — советского энтомолога, колеоптеролога (специалиста по жукам-златкам Buprestidae). Вид известен по находке только 2 самок, собранных польским натуралистом Людвиком Млокосевичем. От других видов рода отличается грубо бороздчатыми, с выпуклыми промежутками надкрыльями, блестящим сверху и снизу телом, полностью лишённым даже слабого металлического отлива.

## Описание
Вид известен только по 2 самкам. Длина тела 28—30 мм. Тело широкое, большое, блестящее, смоляно-чёрного цвета, без металлического отлива. Ротовые придатки, усики, стернальные части переднегруди, среднегрудь в области швов, значительная часть надкрылий, задний край заднегруди, брюшные стерниты, частично тазики лапок, вертлуги, вершины бёдер, средних и задних голеней, шпоры и лапки более светлые, красно-бурого цвета. Волоски и щетинки местами покрывают тело, имеют тёмно-бурый цвет. Голова сверху покрыта в грубой и густой пунктировке. Верхняя поверхность наличника у переднего края обратно Y-образно приподнятая, с 3 слабыми, ямковидными вдавленнями. Жгутик усика заметно длиннее его булавы. Переднеспинка поперечная, наиболее широкая перед своей серединой. Передний край переднеспинки неокаймлённый; окаймленными являются только передние углы. Боковые края переднеспинки дуговидно изогнутые. Передние углы переднеспинки заметно вдавленные, середина с широким продольным вдавлением. Поверхность переднеспинки неравномерно пунктированная крупными округлыми точками, которые местами сливаются. Пигидий с цельным кантом по заднему краю и неглубокими вдавлениями у передних углов.
Тазики передних и средних ног с обширными матовыми, крайне густо морщинисто-пунктированными участками. Наружные поверхности средних и задних голеней с 2 острыми зубцами. Передние и средние лапки длиннее голеней.

## Ареал
Вид известен только из Грузии — из Кахетии — Лагодехи, ущелье реки Анцаль-Ор.

## Биология
Поскольку вид известен только по типовым экземплярам, сведения о его образе жизни отсутствуют. Жуки пойманы летом 1895 года и 12 августа (30 июня по старому стилю) 1913 года.